# روگنبورگ (بایرن)
روگنبورگ (به آلمانی: Roggenburg) یک شهر در آلمان است که در نوی-اولم واقع شده‌است.